# ZALA Изделие-55
ZALA Изделие-55 — беспилотный/барражирующий боеприпас, разработанный российской компанией ZALA (входит в концерн «Калашников»). БПЛА оснащен четырьмя моторами и продолжает линейку аппаратов, созданных по аэродинамической схеме X-wing.
Новый барражирующий боеприпас ближнего радиуса простой в эксплуатации, абсолютно безопасный для оператора, с дистанционным контейнерным запуском. Обеспечивает Full HD в режиме реального времени до момента поражения, с выбором оптимального угла захода на цель.

## Конструкция
Новый дрон Изделие-55 оснащен четырьмя моторами и повторяет аэродинамическую схему с Х-образными крыльями ( X-wing). Запуск беспилотника будет осуществляться из специального контейнера.